# Червено акуши
Червеното акуши (Myoprocta acouchy) е вид дребни бозайник от семейство Агутови (Dasyproctidae).

## Разпространение
Срещат се в екваториалните гори в североизточната част на Южна Америка, северно от долното течение на Амазонка.

## Хранене
Хранят се главно с плодове и ядки.